# Olaf al II-lea al Danemarcei
Olaf al II-lea Haakonsson (n. 1370, Comuna Oslo⁠(d), Norvegia – d. 3 august 1387, Falsterbo, Malmöhus⁠(d), Suedia) a fost rege al Danemarcei sub numele de Olaf al II-lea (1376–1387) și rege al Norvegiei sub numele de Olaf al IV-lea (1380–1387). Olaf a fost fiul regelui Haakon al VI-lea al Norvegiei și nepotul regelui Magnus al IV-lea al Suediei. Mama lui a fost regina Margareta I a Danemarcei, care a fost fiica regelui Valdemar al IV-lea al Danemarcei.
A devenit rege al Danemarcei la vârsta de doar cinci ani și mai târziu și-a succedat tatăl ca rege al Norvegiei. Timp de 400 de ani care au urmat, Norvegia va fi condusă din Danemarca, până la separarea din 1814.

## Biografie
Când bunicul matern Valdemar al IV-lea al Danemarcei a murit, Olaf avea doar cinci ani. El a fost proclamat rege al Danemarcei anul următor de către Danehof. Mama lui, regina Margareta, a fost regentă în timpul minoratului său.
Olaf a devenit rege al Norvegiei după moartea tatălui său în 1380. Chiar și după ce Olaf a ajuns la majorat (15 ani) în 1385, mama sa a continuat să domnească pentru el. Odată cu ascensiunea lui la tronul norvegian, Danemarca și Norvegia au fost, astfel, unite într-o uniune personală condusă din Danemarca. Danemarca și Norvegia au avut același rege, cu scurte excepții, până la independența Norvegiei în 1814.
În august 1387, la vârsta de 16 ani, Olaf a murit pe neașteptate; a fost înmormântat la mănăstirea Sorø. Imediat au apărut zvonuri că Olaf a fost otrăvit, lucru care mai târziu a alimentat povestea "falsului Olaf". 
După moartea lui, mama lui Olaf a fost proclamată "doamnă atotputernică și regentă a regatului Danemarcei". La acea vreme, Danemarca nu avea legi care să permită unei femei să conducă de drept. În anul următor Norvegia a proclamat-o "regină domnitoare". După înfrângerea și răsturnarea regelui Albert în 1389, regina Margareta I a Danemarcei a fost proclamată "doamnă atotputernică a Suediei". La 13 iunie 1397, ea a fost în măsură să unească cele trei regate scandinave într-o uniune personală sub o singură coroană pentru succesorul ei, Eric de Pomerania.
După Olaf, timp de peste 550 de ani, nici un rege norvegian nu s-a născut pe pământ norvegian, până la nașterea prințului Harald  în 1937. De asemenea, moartea lui Olaf a dus la stingerea liniei masculine a dinastiei Bjelbo în Suedia.